# Eugène Wilhelm
 (octobre 2017).
Si vous disposez d'ouvrages ou d'articles de référence ou si vous connaissez des sites web de qualité traitant du thème abordé ici, merci de compléter l'article en donnant les références utiles à sa vérifiabilité et en les liant à la section « Notes et références ».
Pour les articles homonymes, voir Wilhelm.
Compléments
secrétaire de la Revue juridique d'Alsace et de Lorraine
Daniel Eugène Wilhelm (en allemand Eugen Wilhelm), né le 19 mars 1866 à Strasbourg et mort le 23 octobre 1951 dans cette même ville, est un juriste  français qui s'est particulièrement intéressé aux questions de droit pénal, de droit de la personne et de droit local en Alsace et en Moselle. Connu aussi à travers le pseudonyme Numa Praetorius, ses principales publications sont consacrées à la littérature et à l'homosexualité, à l'histoire de l'homosexualité et à la sexologie.

## Le juriste
Né dans une famille protestante, Eugène Wilhelm entreprend des études de droit à la Kaiser Wilhelm Universität de Strasbourg. Il soutient sa thèse en 1890 et s'engage dans la magistrature. En 1893, il est nommé juge assesseur au Tribunal d’Instance de Strasbourg. Sa carrière connaît son point culminant en 1906, lorsqu’il est nommé juge général au Tribunal de Strasbourg. En 1908, à la suite d'une dénonciation auprès de la police de Strasbourg, il fait le choix de démissionner afin d’éviter un scandale homosexuel et se retire pour se consacrer à l'écriture.
En 1919, au lendemain du retour de l’Alsace-Moselle à la France, il participe à la refondation de la Revue juridique d’Alsace et de Lorraine dont il est secrétaire jusqu'en 1938. 
De même, il obtient en 1919 son inscription au barreau de Strasbourg en qualité d’avocat avoué. Il exerce cette fonction jusqu'en 1948, date à laquelle il démissionne du barreau pour prendre sa retraite d’avocat. Il a alors 74 ans.

## Travaux et militantisme
Eugène Wilhelm est aujourd'hui reconnu pour ses nombreux articles et ouvrages en droit pénal, droit de la sexualité et surtout pour son engagement au sein du premier mouvement homosexuel sous le pseudonyme de Numa Praetorius. C’est sous ce nom qu’il publia plus d'une centaine d'articles en français et en allemand consacrés dans un premier temps à la littérature et à l'homosexualité, puis à l'histoire de l'homosexualité dont Les Homosexuels célèbres. Le pseudonyme choisi par Eugène Wilhelm à partir de 1899 constitue une référence explicite à un autre juriste connu pour être le précurseur du premier mouvement d’émancipation homosexuel : Karl Heinrich Ulrichs, dont le pseudonyme Numa Numantius inspira celui de Wilhelm. Il a contribué de manière régulière aux Jahrbuch für sexuelle Zwischenstufen de Magnus Hirschfeld, notamment en publiant chaque année une Bibliographie de l'homosexualité. Il était un membre actif du Comité scientifique humanitaire.
En 1914, à la veille de la Première Guerre mondiale, Numa Praetorius est démasqué dans un libelle antisémite et anti-homosexuel, dévoilant au grand jour que Numa Praetorius et Eugène Wilhelm sont une seule et même personne.
En 1925, il collabore à Inversions, revue homosexuelle française qui sera interdite l'année suivante.

## Principales publications
Wilhelm a tenu de 1885 jusqu'à sa mort un journal intime totalisant 8 000 pages manuscrites.

### Publications en nom propre
En allemand
- Ouvrages
- Eugen Wilhelm, Das Moment der Rechtswidrigkeit bei der Beleidigung. Strasbourg, Heitz & Mündel, 1890, 83 p.
- Eugen Wilhelm, Die rechtliche Stellung der Körperlichen Zwitter de lege lata de lege Ferenda. Halle, Karl Marhold, 1909.
- Eugen Wilhelm, Die französische Gerichtsorganisation mit besonderer Berücksichtigung des Schwurgerichts. Geschichtliche Entwicklung und jetziger Zustand. Stuttgart, Ferdinand Enke, 1911.

- Articles
- Eugen Wilhelm, "G. Tarde, La philosophie pénale.", Zeitschrift für die gesamte Strafrechtswissenschaft, vol. 15, 1895, p. 357-371.
- Eugen Wilhelm, "Die Revision des Dreyfussprozesses", Deutsche Juristen-Zeitung, vol. 3, 1898, p. 307.
- Eugen Wilhelm, "Ein Fall von Homosexualität (Androgynie)", Archiv für kriminal-anthropologie und Kriminalistik, vol. 14, 1904, p. 57-74.
- Eugen Wilhelm, "Homosexuelle Pissoirinschriften aus Paris", Anthropophyteia, vol. 8, 1911, p. 410-22.
- Eugen Wilhelm, "Die Behandlung der minderjährigen Prostituierten in Frankreich, insbesondere nach dem Gesetz vom 11. April 1908", Zeitschrift für gesamte Strafrechtswissenschaft, vol. 33, 1911, p. 406-41.
- Eugen Wilhelm, 'Die Sittlichkeitsdelikte (und die verwandten Delikte) im Vorentwurf zu einem Schweizerischen Strafgesetzbuch vom Oktober 1916. (Fassung der zweiten Expertenkommission.)', Zeitschrift für die gesamte Strafrechtswissenschaft, vol. 40, 1919, p. 460-475.

En français
- Articles
- Eugène Wilhelm, "L’hermaphrodite et le droit (De lege lata et de lege ferenda)", Revue d’anthropologie criminelle, 1911, p. 267-94.
- Eugène Wilhelm, "Publications allemandes sur les questions sexuelles", Archives d’anthropologie criminelle, 1912, p. 301-309.
- Eugène Wilhelm, "L'application en Alsace et Lorraine des lois françaises non introduites". Revue juridique d'Alsace et de Lorraine, vol 1, n°1, 1920, pp. 3-40.
- Eugène Wilhelm, "Les Alsaciens-Lorrains et la question de la nationalité", Revue juridique d’Alsace et de Lorraine, vol. 1, n°. 11, 1920, p. 448-57.
- Eugène Wilhelm, "Les lois françaises promulguées depuis l’Armistice sont-elles, sans autre condition, applicables en Alsace et en Lorraine ?", Revue juridique d’Alsace et de Lorraine, vol. 2, 1921, p. 438-61.
- Eugène Wilhelm, "Les conflits de compétence entre les tribunaux d’Alsace-Lorraine et les autres tribunaux français", Revue juridique d’Alsace et de Lorraine, vol. 3, 1922, p. 133-36.
- Eugène Wilhelm, "À propos d’un arrêt du Tribunal d’Empire de Leipzig: Les personnes qui avaient acquis l’ancien indigénat d’Alsace-Lorraine et ne sont pas devenus françaises, sont elles restées allemandes ?", Revue juridique d’Alsace et de Lorraine, vol. 8, 1928, p. 616-19.
- Eugène Wilhelm, "Quelques questions relatives au fonds de commerce", Revue juridique d’Alsace et de Lorraine, vol. 11, 1930, p. 609-35.

### Publications sous pseudonyme
En allemand
- Ouvrage
- Numa Praetorius, Das Liebesleben Ludwigs XIII. von Frankreich. Bonn, A.Marcus & E.Weber, 1920.

- Articles
- Numa Praetorius, "Der Prozess gegen Georges Eekhoud wegen seines Romanes Escal-Vigor", Jahrbuch für sexuelle Zwischenstufen, vol.  3, 1901, p. 520-25.
- Numa Praetorius, "Nochmals der Tatbestand der sog. widernatürlichen Unzucht (§ 175 R.St.G.B.): Eine Erwiderung auf den Aufsatz von Professor Dr. Nagler im 'Gerichtssaal' Bd. 82", Der Gerichtssaal, vol. 83, 1915, p. 99-113.

En français
- Numa Praetorius, "À propos de l’article du Dr Laupts sur l’Homosexualité dans les Archives du 15 avril 1908", Archives d’anthropologie criminelle, vol. 23, 1909, p. 198-208.
- Numa Praetorius, "À propos de l’homosexualité en Allemagne", Archives d’anthropologie criminelle, 1912, p. 114-16.
- Numa Praetorius, "Georges Eekhoud. Un avant propos" (trad. de l'article "Georges Eekhoud. Ein Vorwort von Dr jur. Numa Praetorius" paru dans 'Les Annales', 1900, p. 268-77). In Georges Eekhoud. Un illustre uraniste, 2012, p.17-24.
- Numa Praetorius, "Le procès de Georges Eekhoud" (trad. d'un article de 1901 paru dans 'Les Annales'). In Georges Eekhoud. Un illustre uraniste, 2012, p.33-36.